# كيلي ميدير
كيلي ميدير (بالإنجليزية: Kelly Mader)‏ هو سياسي أمريكي، ولد في 12 فبراير 1952، وتوفي في 24 يونيو 2016. حزبياً، نشط في الحزب الجمهوري. وقد انتخب عضو مجلس ولاية وايومنغ.